# Kowkhdān
Kowkhdān (persiska: كُخِدان, كُخدان, Kokhedān, كوخدان) är en ort i Iran.   Den ligger i provinsen Kohgiluyeh och Buyer Ahmad, i den centrala delen av landet, 500 km söder om huvudstaden Teheran. Kowkhdān ligger 2 164 meter över havet och antalet invånare är 379.
Terrängen runt Kowkhdān är kuperad åt sydväst, men åt nordost är den bergig. Runt Kowkhdān är det ganska tätbefolkat, med 75 invånare per kvadratkilometer. Närmaste större samhälle är Sīsakht, 4,5 km nordväst om Kowkhdān. Omgivningarna runt Kowkhdān är i huvudsak ett öppet busklandskap.